# بسوس (لبنان)
بسوس (به عربی: بسوس) یک منطقهٔ مسکونی در لبنان است که در شهرستان عالیه واقع شده‌است. بسوس ۲٫۴۶ کیلومتر مربع مساحت دارد.